# آناکلتوس
پاپ آناکلتوس (به انگلیسی: Pope Anacletus) یکی از پاپ‌های کلیسای کاتولیک رم بود که در یونان به دنیا آمد و بین سال‌های ۷۶ تا ۸۸ میلادی پاپ بود.